# Hyperolius schoutedeni
Hyperolius schoutedeni és una espècie de granota de la família dels hiperòlids que viu a la República Democràtica del Congo i, possiblement també, a la República Centreafricana, la República del Congo i Sudan.
Està amenaçada d'extinció per la pèrdua del seu hàbitat natural.